# خطیبان (شفت)
خطیبان ، روستایی از توابع بخش مرکزی شهرستان شفت در استان گیلان ایران است.

## جمعیت
این روستا در دهستان جیرده قرار دارد و براساس سرشماری مرکز آمار ایران در سال 1395 ،،جمعیت آن 268 نفر (97خانوار) بوده‌است.

## دهیار روستایِ‌ خطیبان
آقای محمد حسن اسماعیلی خطیبانی که از حدود سال 1390 به عنوان سومین دهیار روستا انتخاب شد.ایشان خدمات بسیاری را برای روستا خطیبان در زمینه های مختلف از جمله فرهنگی  و ورزشی انجام داده اند.از مهمترین این اقدامات زمان ایشان آوردن گاز،طرح تجهیز حدود۱۰۰هکتار از مزارع روستا و آسفالت یکی از جاده ها،لایه روبی 5حلقه از استخر آبگیر برای مزارع روستا و....با همکاری شورای محترم بود.

## شورای روستا
آقایان قاسم صادقی ، علی سمیعی ،عباس حسینی(از 1396) که دوره های پی در پی به عنوان شورای منتخب روستا انتخاب شده اند و به کمک دهیار جوان روستا خدماتی از جمله آوردن گاز و همچنین آسفالت جاده در دوران ایشان بود.
در انتخابات سال 1400 شورای روستا آقایان علی خداشناس،عباس حسینی و خانم زهرا مرتضوی به عنوان شورا انتخاب شدند.از حواشی این دوره از انتخابات روستا شرکت کردن حدود 800 نفر در انتخابات بود در حالی که جمعیت روستا حدود 300 نفر بود.یعنی حدود۲۶۶%شرکت کننده داشت.